# Bergerac 95
Bergerac 95 est une station de radio de proximité diffusant un programme généraliste centré sur l'agglomération bergeracoise et le sud du Périgord. Son studio est situé au centre Jules-Ferry à Bergerac. La radio est membre des Indés Radios.

## Historique
Bergerac 95 naît au mois de juin 1981, quelques mois avant la promulgation de la loi sur la libéralisation des ondes et sous l’impulsion de Bernard Clément, Couloum de son vrai nom. Il prononcera les premiers mots en direct à l’antenne. Il est aussi journaliste et rédacteur en chef de la radio. Bergerac 95 se voulant dès le départ un média de proximité, jouant la carte de l'information et de la convivialité, elle émet en modulation de fréquence (bande FM) sur 92 MHz avant de se voir attribuer la fréquence 95 MHz, qui lui donnera son nom. Cette époque voit fleurir de nombreuses stations de radio « libres » qui participent au grand renouveau du paysage radiophonique régional, mais dont beaucoup finissent par sombrer au bout de quelques mois, victimes de nouvelles dispositions sur le partage des ondes. Seules deux radios parviennent à vraiment s'imposer sur l'agglomération bergeracoise : Bergerac 95 et Radio Vallée Bergerac (RVB). 
L'émetteur de la station, longtemps implanté au château d'eau de Colombier, est transféré à Pécharmant en 1992, puis à Monbazillac dix ans plus tard. Les installations sont modernisées dans le courant des années 1990. En 1993, le siège de la radio est déplacé de la rue des Frères à la rue Victor-Hugo, principale artère du centre-ville, avant un nouveau déménagement rue Jules-Ferry en 1996. Cette même année, Bergerac 95 passe à la technologie numérique.
En 2015, la radio rejoint le groupement des Indés Radios et développe sa présence sur les réseaux sociaux.
En 2021 le groupe Happy Média reprend la radio qui était en difficulté financière. Le 14 décembre 2023, une seconde antenne est ouverte à Périgueux, la radio change de nom et devient Happy radio. Depuis octobre 2023 Guillaume Lhopital anime la matinale "Happy days" de 7h à midi du lundi au vendredi, Evan Giguet présente la "Happy Hour" de 16h à 19h aux mêmes jours, le journal local est assuré par Émilie qui travaille au sein de la radio depuis plus de dix ans.

## Programmation
La grille des programmes laisse une place importante à l'actualité locale, mais aussi nationale et internationale (en liaison avec l'A2PRL). Des flashs d'information locale sont diffusés du lundi au vendredi de 6h heures à 19h. L'antenne est également occupée par des chroniques locales qui donnent largement la parole aux associations locales et aux manifestations qu'elles proposent. Une large place est également laissée à la culture avec la présentation et l'annonce de spectacles dans la région.  
La musique sous toutes ses formes est également à l'honneur, allant de la pop au rock en passant par les musiques électroniques et la nouvelle scène française..

## Diffusion
Bergerac 95 diffuse ses programmes en modulation de fréquence (95 MHz) sur l'agglomération de Bergerac. Elle peut également être écoutée en streaming sur l'Internet et sur l'application des Indés Radios.